# ويفرلي (أوهايو)
ويفرلي (بالإنجليزية: Waverly, Ohio)‏ هي معلم جغرافي تقع في الولايات المتحدة في مقاطعة بايك، أوهايو. يقدر عدد سكانها بـ 4,408 نسمة ومساحتها 11.03 كم2 .

## التركيبة السكانية
قام مكتب تعداد الولايات المتحدة بتحديد بيانات التركيبة السكانية لويفرلي في تعداد الولايات المتحدة. في ما يلي، التركيبة السكانية حسب تعدادي 2000 و2010.

### تعداد عام 2000
بلغ عدد سكان ويفرلي 4,433 نسمة بحسب تعداد عام 2000، وبلغ عدد الأسر 2,028 أسرة وعدد العائلات 1,237 عائلة مقيمة في القرية. في حين سجلت الكثافة السكانية 1,131.3 نسمة لكل ميل مربع (436.8/كم2). وبلغ عدد الوحدات السكنية 2,219 وحدة بمتوسط كثافة قدره 566.3 نسمة لكل ميل مربع (218.6/كم2).
وتوزع التركيب العرقي للقرية بنسبة 96.75% من البيض و 0.59% من الأمريكيين الأصليين و 0.54% من الأمريكيين ذوي الأصول الآسيوية و 0.05% من سكان جزر المحيط الهادئ و 1.15% من الأمريكيين الأفارقة و 0.02% من الأعراق الأخرى و 0.90% من عرقين مختلطين أو أكثر.
بلغ عدد الأسر 2,028 أسرة كانت نسبة 23.8% منها لديها أطفال تحت سن الثامنة عشر تعيش معهم، وبلغت نسبة الأزواج القاطنين مع بعضهم البعض 46.4% من أصل المجموع الكلي للأسر، ونسبة 11.4% من الأسر كان لديها معيلات من الإناث دون وجود شريك، وكانت نسبة 39.0% من غير العائلات. تألفت نسبة 35.9% من أصل جميع الأسر من أفراد ونسبة 22.7% كانوا يعيش معهم شخص وحيد يبلغ من العمر 65 عاماً فما فوق. وبلغ متوسط حجم الأسرة المعيشية 2.76، أما متوسط حجم العائلات فبلغ 2.15.
بلغ العمر الوسطي للسكان 43 عاماً. وكانت نسبة 20.7% من القاطنين تحت سن الثامنة عشر، وكانت نسبة 7.3% بين الثامنة عشر والأربعة وعشرون عاماً، ونسبة 24.0% كانت واقعةً في الفئة العمرية ما بين الخامسة والعشرون حتى والأربعة وأربعون عاماً، ونسبة 18.2% كانت ما بين الخامسة والأربعون حتى الرابعة والستون، ونسبة 29.8% كانت ضمن فئة الخامسة والستون عاماً فما فوق. يوجد لكل 100 أنثى 80.4 ذكر، ويوجد لكل 100 أنثى في الثامنة عشر من عمرها فما فوق 75.8 ذكر.
بلغ متوسط دخل الأسرة في القرية 33,895 دولار، أما متوسط دخل العائلة فبلغ 41,346 دولار. وكان متوسط دخل الذكور 38,045 دولار مقابل 20,972 دولار للإناث. وسجل دخل الفرد الخاص بالقرية 18,554 دولار. وكانت نسبة 9.1% من العائلات ونسبة 12.2% من السكان تحت خط الفقر،

### تعداد عام 2010
بلغ عدد سكان ويفرلي 4,408 نسمة بحسب تعداد عام 2010، وبلغ عدد الأسر 2,035 أسرة وعدد العائلات 1,142 عائلة مقيمة في المدينة. في حين سجلت الكثافة السكانية 1,049.5 نسمة لكل ميل مربع (405.2/كم2). وبلغ عدد الوحدات السكنية 2,290 وحدة بمتوسط كثافة قدره 545.2 لكل ميل مربع (210.5/كم2).
وتوزع التركيب العرقي للمدينة بنسبة 96.2% من البيض و 0.3% من الأمريكيين الأصليين و 0.4% من الأمريكيين ذوي الأصول الآسيوية و 1.0% من الأمريكيين الأفارقة و 1.6% من عرقين مختلطين أو أكثر.
بلغ عدد الأسر 2,035 أسرة كانت نسبة 24.4% منها لديها أطفال تحت سن الثامنة عشر تعيش معهم، وبلغت نسبة الأزواج القاطنين مع بعضهم البعض 37.9% من أصل المجموع الكلي للأسر، ونسبة 13.5% من الأسر كان لديها معيلات من الإناث دون وجود شريك، بينما كانت نسبة 4.8% من الأسر لديها معيلون من الذكور دون وجود شريكة وكانت نسبة 43.9% من غير العائلات. تألفت نسبة 40.2% من أصل جميع الأسر من أفراد ونسبة 23.2% كانوا يعيش معهم شخص وحيد يبلغ من العمر 65 عاماً فما فوق. وبلغ متوسط حجم الأسرة المعيشية 2.75، أما متوسط حجم العائلات فبلغ 2.10.
بلغ العمر الوسطي للسكان 48 عاماً. وكانت نسبة 19.5% من القاطنين تحت سن الثامنة عشر، وكانت نسبة 7.1% بين الثامنة عشر والأربعة وعشرون عاماً، ونسبة 19% كانت واقعةً في الفئة العمرية ما بين الخامسة والعشرون حتى والأربعة وأربعون عاماً، ونسبة 26.6% كانت ما بين الخامسة والأربعون حتى الرابعة والستون، ونسبة 27.8% كانت ضمن فئة الخامسة والستون عاماً فما فوق. وتوزع التركيب الجنسي للسكان بنسبة 46.6% ذكور و53.4% إناث.